# Улица Дзержинского (Владимир)
Улица Дзержинского — улица в историческом центре города Владимир. Проходит от улицы Студёная гора до Никитской улицы, за которой имеет продолжением 2-ю Никольскую улицу.

## История
Прошла через бывшие посады, древняя граница города — оборонительный вал проходил по линии Никитской улицы.
По введённой в 1785 году «Грамоте на права и выгоды городам Российской империи» местное население было определено в мещане, отчего и улица, прошедшая параллельно Дворянской, получила название Мещанской. Сформировавшаяся по мере застройки местности улица стала Большой Мещанской, поперёк ей прошла Малая Мещанская улица.
В 1926 году улица была названа в честь видного советского деятеля Л. Д. Троцкого, однако уже через год сменила название — вместо имени попавшего в опалу Троцкого получила имя Дзержинского (1877—1926) — верного революционера-большевика, соратника В. И. Ленина, председателя ВЧК.
18 сентября 1991 года на 14 сессии Владимирского городского Совета народных депутатов была утверждена Программа топонимической реставрации города Владимир, в том числе список улиц, чьи исторические названия подлежат восстановлению, улица Дзержинского в их числе.

## Достопримечательности
д. 3 — Владимирская областная универсальная научная библиотека им. М. Горького

д. 5 — Дом молодёжи Владимирской области

## Известные жители
д. 39в — Георгий Ростиславович Брант, советский партийный и государственный деятель.